# マンガワープロ
マンガワープロは、IPA未踏ユースに採択された開発中の漫画制作ソフト。別名、「物語性のある連続静止画のレイアウト調整自動化システム」。

## 概要
電気通信大学の儀間武晃により開発中の漫画制作ソフト。本ソフト開発プロジェクトはIPA未踏ユース2007年度第2期に採択され、開発者は「2007年度天才プログラマー／スーパークリエイター」に認定された。
作画中、あるいは作画後でもワープロで文章を編集するようにコマ割りを変更できる、漫画用のワープロとしている。

## ソフトウェアの特徴

### コマ単位の編集
ComicStudioなどの従来の漫画制作ソフトの主たる制作単位がページなのに対し、本ソフトではそれがコマとなる。ComicStudioがページを区切ってコマを作成するのに対して、コマを組み合わせてページを作成するというスタイルになる。この転換によって、作画後でも動的にコマ単位での移動・追加などが可能になり、あたかもワープロで小説の文章を練るときのような推敲が漫画で可能になる。
これらの機能の恩恵を受けることによって、絵は描けるが、漫画は書けないレベルの初心者でも漫画作品を完成できるとしている。

### 自動コマ割り
コマの重要度をもとに、見開きを意識した自動コマ割りが可能。ただし、その後のコマ割りの編集によって作品を仕上げていくことが本ソフトの主たる使い方とされている。これは、IPA未踏ユース2004年度に採択されたPOMとは主従が逆の関係になる。
他に、ふきだしを縦書き指定から横書き指定に変更すると、ページおよびページ内の左右のコマを入れ替えて見開きを反転するといった機能がある。

### 作画機能
簡単な作画機能を備えている。